# Löfströms gymnasium
Löfströms gymnasium är en gymnasieskola som drivs av Sundbybergs kommun.   
Löfströms gymnasium är ett samhällsvetenskapligt gymnasium med fyra inriktningar; Elitidrott, Ekonomi & Företagande, Juridik och Samhällsvetenskap. Elitidrottsprofilen startades inför läsåret 1999-2000. Varje läsår tar skolan in drygt 55 elitidrottselever med inriktning på fotboll, ishockey och innebandy.   

## Historik
Elitidrottsprofilen startades inför läsåret 1999-2000. Då tillhandahölls endast fotboll och ishockey som enskilda inriktningar, men till och med läsåret 2005-06 fanns ett flertal idrottsgrenar representerade på skolan. Utöver ishockey och fotboll fanns även elever som var aktiva inom simning, basket och trampolin.
Läsåret 2004-05 startades innebandyinriktningen i relativt små träningslokaler med endast sju elever, fem killar och två tjejer. Huvudtränare var AIK:s Mikael Karlberg. Idag är det närmare 60 elever som valt att gå innebandyinriktningen. Mikael Karlberg är idag anställd som både lärare och tränare. Samarbetspartner är lokalt starka Duvbo IK.
Löfströms innebandyelever har redan tagit flera DM-titlar och flera nuvarande elever utmärker sig individuellt - två stycken spelar i innebandyligan och en är U19-världsmästare.
Varje läsår tar skolan in drygt 55 elitidrottselever som delas upp i två stycken klasser. 2017 tillhandahålls utbildningar inom tre idrottsinriktningar; fotboll, ishockey och innebandy.

## Kända fotbollsspelare
- Per Karlsson, AIK Fotboll, 1998 - [1]
- Alexander Milosevic, AIK Fotboll, 2011-2014 [2]
- Robert Åhman-Persson, Belenenses 2017 -
- Pierre Bengtsson, AIK Fotboll, 2004-2009[3]
- Brwa Nouri, Östersunds IK, 2014 -
- Ammar Ahmed, Dalkurd IF, 2017 -
- Admir Catovic, FK Chimki, 2017 -